# Boris Tadić
Boris Tadić (Sarajevo, 15. siječnja 1958.), srbijanski političar, po zanimanju psiholog. Vršio je dužnost petog predsjednik Republike Srbije i predsjednika Demokratske stranke.

## Životopis
Rođen je 1958. godine u Sarajevu. Osnovnu i srednju školu završio je u Beogradu. Diplomirao je socijalnu psihologiju na Sveučilištu u Beogradu. Bio je profesorom psihologije u I. beogradskoj gimnaziji.
Osnovao je i bio prvim direktorom „Centra za razvoj demokratije i političke veštine.“
Tadić je član Demokratske stranke od 1990. Biran je za zastupnika u Narodnoj skupštini Republike Srbije. Za potpredsjednika stranke izabran je 2000. godine, a 28. prosinca 2003. godine (na izvanrednim izborima za Skupštinu Srbije) predvodio je izbornu listu DS. Za predsjednika stranke izabran je 23. veljače 2004., godinu dana nakon ubojstva Zorana Đinđića.
Mjeseca studenoga 2000. godine, izabran je za ministra telekomunikacija u Vladi Savezne Republike Jugoslavije. A nakon toga, bio je na dužnosti ministra obrane u Vijeću ministara Srbije i Crne Gore, u periodu ožujak 2003. - travanj 2004. godine.
Pobijedio je u drugom krugu izbora, 27. lipnja 2004. godine, s 53% glasova ispred Tomislava Nikolića. Tako je postao treći izabrani predsjednik Republike Srbije. Na dužnost je svečano stupio 11. srpnja.
U drugom krugu predsjedničkih izbora, 3. veljače 2008. godine, tijesno je pobijedio ponovo Tomislava Nikolića, te dobio još jedan mandat.
Uoči redovitih izbora za Narodnu skupštinu Republike Srbije, Tadić je 5. travnja 2012. godine podnio ostavku na dužnost predsjednika Republike Srbije kako bi se predsjednički izbori održali istodobno s parlamentarnim. U prvome krugu, 6. svibnja, osvojio je prvo mjesto s 25,1% glasova i po treći put ušao u drugi krug s Tomislavom Nikolićem, liderom Srpske napredne stranke. 
20. svibnja, Tadić je izgubio od Nikolića osvojivši 47,3% glasova.
Nakon odlaska Demokratske stranke u oporbu, počela su nezadovoljstva u redovima stranke. Tako je u studenom 2012. za novog predsjednika DS izabran Dragan Đilas, dok je Tadić postao počasni predsjednik. Početkom 2014. godine, Tadićeve pristaše izgubile su u unutarstranačkoj borbi na Glavnom odboru, a uskoro je Tadić odlučio napustiti DS (30. siječnja 2014.) i podnijeti ostavku na sve stranačke funkcije.

## Tadićeva službena politika prema Hrvatskoj

### 2007. i početak 2008.
24. lipnja 2007. u razgovoru za HRT ispričao se građanima Hrvatske zbog zločina koji su učinjeni između 1991. i 1995. rekavši:
Zbog njegovih proeuropskih stavova i kvalitetnih odnosa s Hrvatskom, čelni ljudi jedine parlamentarne stranke Hrvata u Srbiji izjasnili su se za Borisa Tadića. Odnosno, pozvali su Hrvate u Srbiji neka glasuju za njega na izborima 2008. Čelnik DSHV-a, Petar Kuntić, je izjavio: "Zbog toga za Hrvate u Vojvodini ne bi smjela postojati dvojba. Opredjeljujmo se za Europu i europske integracije, odnosno za Borisa Tadića."

### 2008.
U svibnju srpski ministar vanjskih poslova, Vuk Jeremić, optužuje Hrvatsku za genocid, potom Tadić u srpnju izjednačuje Gotovinu s Ratkom Mladićem, u kolovozu se "nitko nije Srbima ispričao za Oluju" (unatoč Mesićevoj isprici još 2003. godine).

### 2010.
Početak 2010. godine obilježen je zahlađenjem odnosa Hrvatske i Srbije, što je u dobroj mjeri vezano uz određene poteze srpskog predsjednika. Odbio je doći na inauguraciju Ive Josipovića 18. veljače, zbog činjenice da je bio pozvan i predstavnik Kosova. Zatim, 23. veljače komentira moguću oslobađajuću presudu Ante Gotovine, što je u Hrvatskoj ocijenjeno kao pritisak na sud
U studenom 2010. godine, Tadić posjećuje Vukovar i odaje počast žrtvama Ovčare uz službenu ispriku.

## Državne funkcije
- Ministar telekomunikacija Savezne Republike Jugoslavije (studenoga 2000. – veljače 2003.)
- Ministar obrane Srbije i Crne Gore (ožujka 2003. – travnja 2004.)
- Predsjednik Republike Srbije (srpnja 2004. – travnja 2012.)

## Osobni podaci
Govori engleski i francuski jezik. Oženjen je drugi put i otac je dvoje djece. Prva žena povukla se u manastir na Kosovu. Porijeklom je iz Raduča u Lici.

## Vanjske poveznice
- Službena Internet prezentacija predsednika Republike Srbije

| Prethodnik:                                                          | Predsjednik Republike Srbije 2004. – 2012. | Nasljednik:                     |
| predsjednik Republike Srbije (u SCG) Milan Milutinović 1998. – 2003. | Predsjednik Republike Srbije 2004. – 2012. | Slavica Đukić-Dejanović (o. d.) |